# 木村貞行

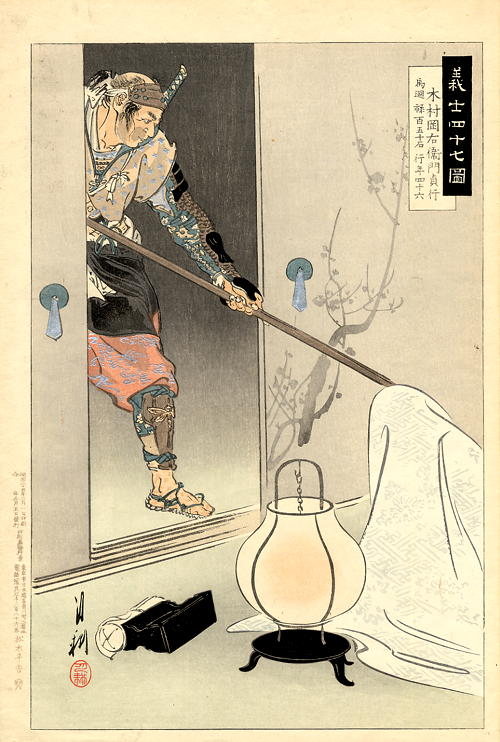
『義士四十七図　木村岡右衛門貞行』（尾形月耕画）

木村 貞行（きむら さだゆき、万治元年（1658年） - 元禄16年2月4日（1703年3月20日））は、江戸時代前期の武士。赤穂浪士四十七士の一人。通称は岡右衛門（おかえもん）。

## 生涯
万治元年（1658年）、赤穂藩浅野家の譜代家臣・木村惣兵衛の子として赤穂にて誕生。母は大岡次左衛門（赤穂浅野家家臣）の娘。弟に木村源右衛門（幕府旗本真田蔵人の家臣）、姉と妹も1人ずついた。
天和3年（1683年）に父・惣兵衛は死去したが、貞行が家督したのはこの数年前と見られる。赤穂藩内では馬廻り役兼絵図奉行職にあり、150石取りであった。また、学問に熱心で小川茂助から陽明学を学んだ。同じ赤穂浅野家家臣の牧太郎左衛門の娘を妻に迎え、その間に二男二女を儲けた。
元禄14年（1701年）3月14日に主君・浅野長矩が吉良義央に刃傷に及んだ際には赤穂にあった。はじめ大石良雄に神文血判書は提出せず、盟約には加わらなかったが、赤穂城開城業務には絵図奉行として参加し、残務処理終了後は加東郡に移り住んだ。元禄15年（1702年）1月になってようやく山科の大石に神文血判書を提出。またこの頃に妻子を大阪へ移し、長男・木村惣十郎は仏門に入れている。9月25日に江戸へ下向。按摩の石田左膳と名乗って本所林町の堀部武庸借家に住んだ。
吉良邸討ち入り時の際には裏門隊に属した。武林隆重が吉良義央を斬殺、間光興がその首をあげた後、伊予松山藩主松平定直邸に預けられた。松平家では木村ら赤穂義士を罪人として厳しく扱った記録が残る。元禄16年（1703年）2月4日、預かり義士全員へ切腹が命じられ、同家家臣の宮原久太夫頼安の介錯で切腹した。
享年46。主君浅野長矩と同じ江戸の高輪泉岳寺に葬られた。法名は刃通普剣信士。
なお臨済宗の僧・盤珪禅師の弟子でもあり、法名・英岳宗俊信士を授かっており、討ち入りの際にもこの法名を書いたものを左肩に縫い付けていたという。
墓には「刃通普剣信士」のほうが刻まれている。

## 後史
長男の惣十郎は成人して、江戸霊岸寺内長台院の僧侶、妻は大坂で消息不明。姉は後家となり加東郡垂水村に住んだ。
介錯した宮原は木村を憎み、のち武士を捨て酒屋になったとする説もある。（講談の脚色では宮原の父を木村が殺し、宮原を田んぼに放り込んで逃げたという話がある）。

## 創作
按摩に扮して吉良邸を探っていた木村は、泥酔して間瀬正明の甥・大助と口論になり、これを斬殺している。神田松鯉はこの義士銘々伝「木村岡右衛門」をお勧めの演目に挙げている。